# Lygus plagiatus
Lygus plagiatus är en insektsart som beskrevs av Philip Reese Uhler 1895. Lygus plagiatus ingår i släktet Lygus och familjen ängsskinnbaggar. Inga underarter finns listade i Catalogue of Life.